# Kiutaköngäs
Kiutaköngäs är en fors i Finland. Den ligger i Oulanka nationalpark, Kuusamo i landskapet Norra Österbotten, i den nordöstra delen av landet, 700 km norr om huvudstaden Helsingfors. Kiutaköngäs ligger 262 meter över havet.
Terrängen runt Kiutaköngäs är huvudsakligen platt, men åt sydost är den kuperad. Runt Kiutaköngäs är det mycket glesbefolkat, med 2 invånare per kvadratkilometer.